# Taufkirchen (Mühldorf am Inn)
Taufkirchen è un comune tedesco di 1 309 abitanti, situato nel land della Baviera.